# Вовчицьк
Вовчи́цьк — село в Україні, у Маневицькій селищній громаді Камінь-Каширського району Волинської області. Населення становить 364 осіб.

## Історія
У 1906 році село Ведмезької волості Луцького повіту Волинської губернії. Відстань від повітового міста 74 верст, від волості 6. Дворів 60, мешканців 410.
12 червня 2020 року, відповідно до розпорядження Кабінету Міністрів України № 708-р «Про визначення адміністративних центрів та затвердження територій територіальних громад Волинської області», село увійшло у склад Маневицької селищної громади.
19 липня 2020 року, в результаті адміністративно-територіальної реформи та ліквідації  Маневицького району, село увійшло до складу новоутвореного Камінь-Каширського району.

## Населення
Згідно з переписом УРСР 1989 року чисельність наявного населення села становила 414 осіб, з яких 200 чоловіків та 214 жінок.
За переписом населення України 2001 року в селі мешкали 364 особи. 100 % населення вказало своєю рідною мовою українську мову.

## Відомі люди
- Приходько Анатолій Петрович — доктор технічних наук, заслужений працівник освіти України.